# Giacomo III Crispo
Giacomo III Crispo (zm. 1480) – wenecki władca Księstwa Naksos w latach 1463-1480.

## Życiorys
Był synem Francesco II Crispo. W czasie wojen turecko-weneckich wspierał Wenecję, co nie zapobiegło utraty przez tę ostatnią najbogatszej kolonii w tym regionie Negroponte w 1471 roku. Jego następcą był jego brat Giovanni III Crispo.